# Château de Belcastel (Lot)
Pour les articles homonymes, voir Château de Belcastel.
Le château de Belcastel est situé sur la commune de Lacave dans le département du Lot, en France.

## Situation
Au confluent de la Dordogne et de l'Ouysse, à 150 m d'altitude, il est en surplomb sur une falaise à environ 55 mètres au-dessus des rivières, dans le périmètre de 138 hectares d'un site inscrit le 15 mars 1954. Le sentier de grande randonnée 6 l'approche par le sud en contrebas.
On y accède à partir de la RD 43 mais c’est une propriété privée qui ne se visite pas.

## Description
Le château est constitué d'un bâtiment d'habitation datant de la fin du XVIIIe siècle ou du début du XIXe siècle, incorporant un donjon du XVe siècle. Une chapelle mentionnée dans une charte de 1154 mais aujourd'hui de style XVe siècle est distincte.

En 1935, selon François Deshoulières : 

« le château de Belcastel comprend une tour carrée isolée qui n'a guère conservé d'un donjon que le nom, un long corps d'habitation où une tour ronde demeure engagée, les traces d'une ancienne enceinte, enfin une chapelle qui ne remonte qu'au XIVe siècle et qui fut restaurée au XVIe. »

## Historique
Construit par Adhémar de Turenne, vicomte des Échelles (898-941), le château était cité en 930 dans son testament au profit de l'abbaye bénédictine Saint-Martin de Tulle sous le vocable Castrum etiam bellum (« Château encore beau »). En 1105, Le pape Pascal II confirme comme possession de l'abbaye de Tulle la chapelle de Belcastel et les églises environnantes.
La chapelle est mentionnée dans une charte de 1154, mais fut reconstruite à partir du XIVe, elle se trouve à quelques mètres du château, à la limite de la falaise. Il est entouré d'une enceinte du côté des falaises, et, d'après Armand Viré, un fossé profond, maintenant comblé, le protégeait du côté ouest.

## Au pied de la falaise
Si les grottes de Lacave sont célèbres, les gisements archéologiques de diverses importances sont nombreux dans le secteur. Un gisement est découvert en avril 1988 sur une terrasse alluviale au bord de l'Ouysse à l'aplomb du château. Sept niveaux préhistoriques y sont révélés, dont certains sont particulièrement riches en ossements et outils divers datant principalement du Magdalénien moyen. 

## Galerie

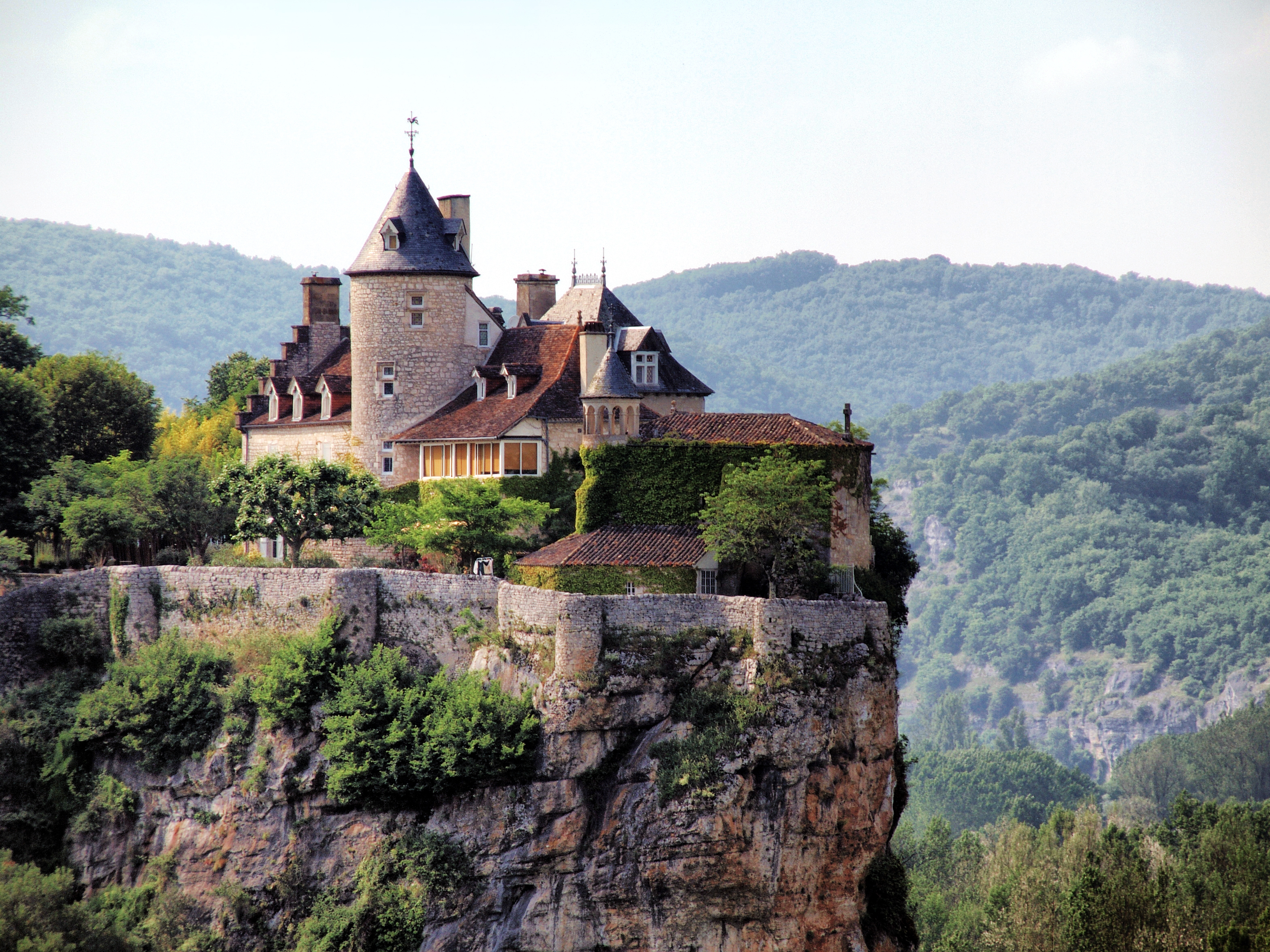
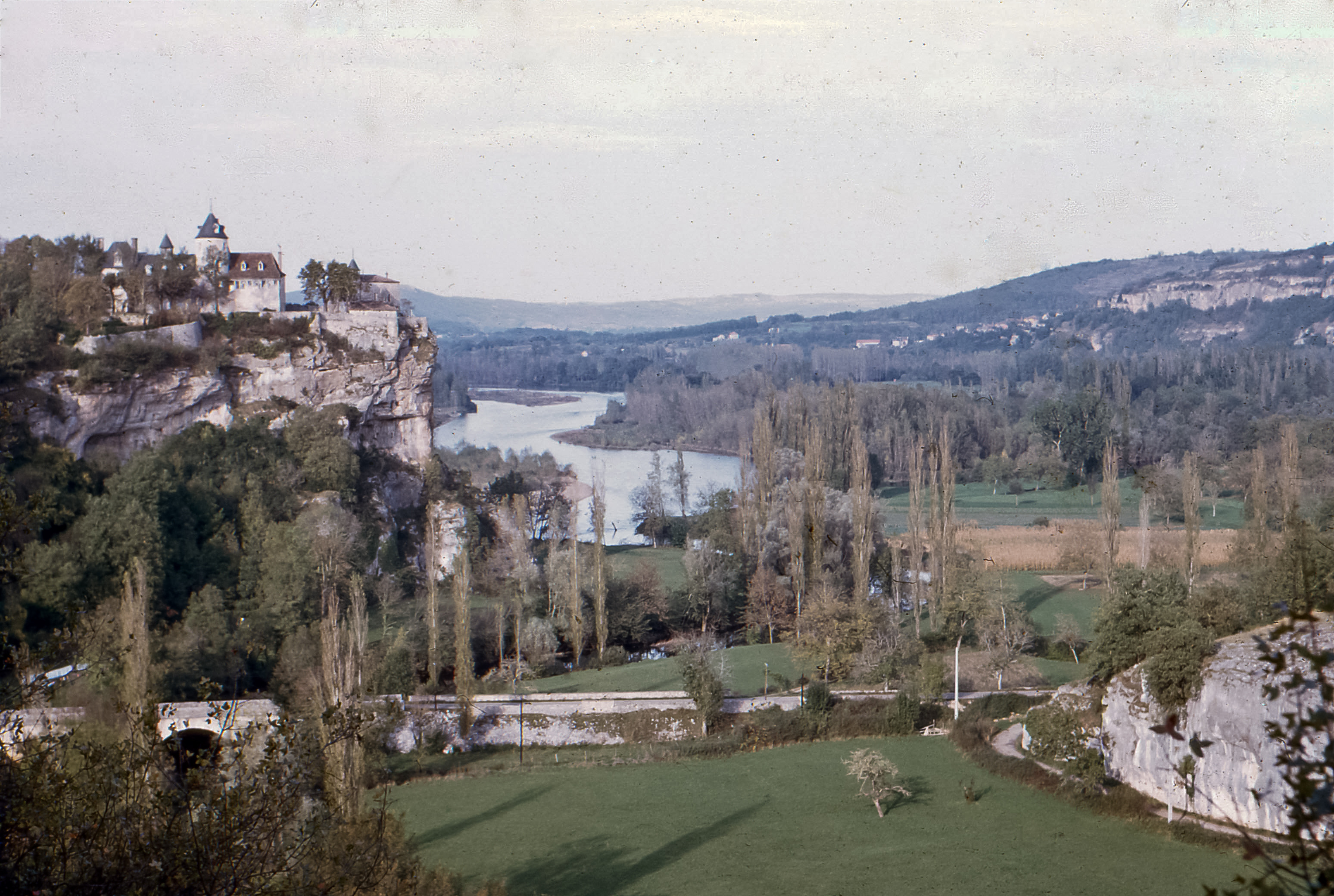
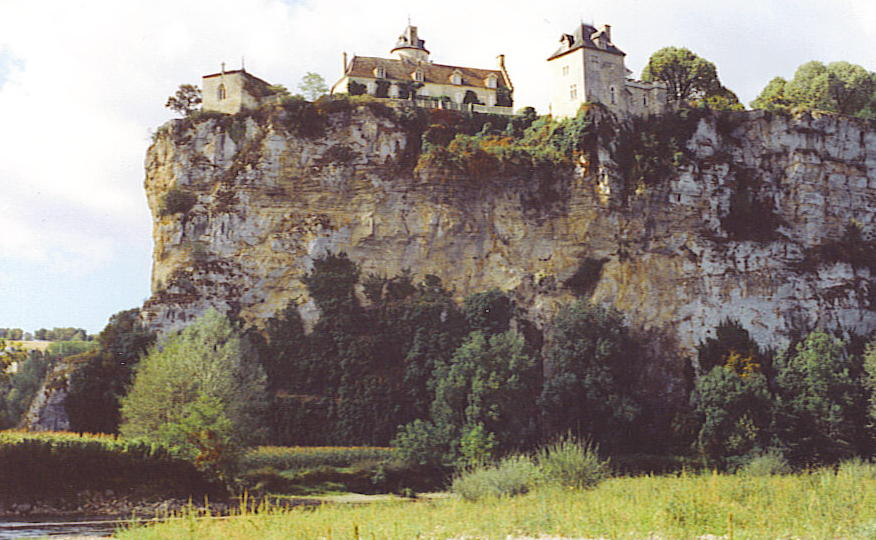
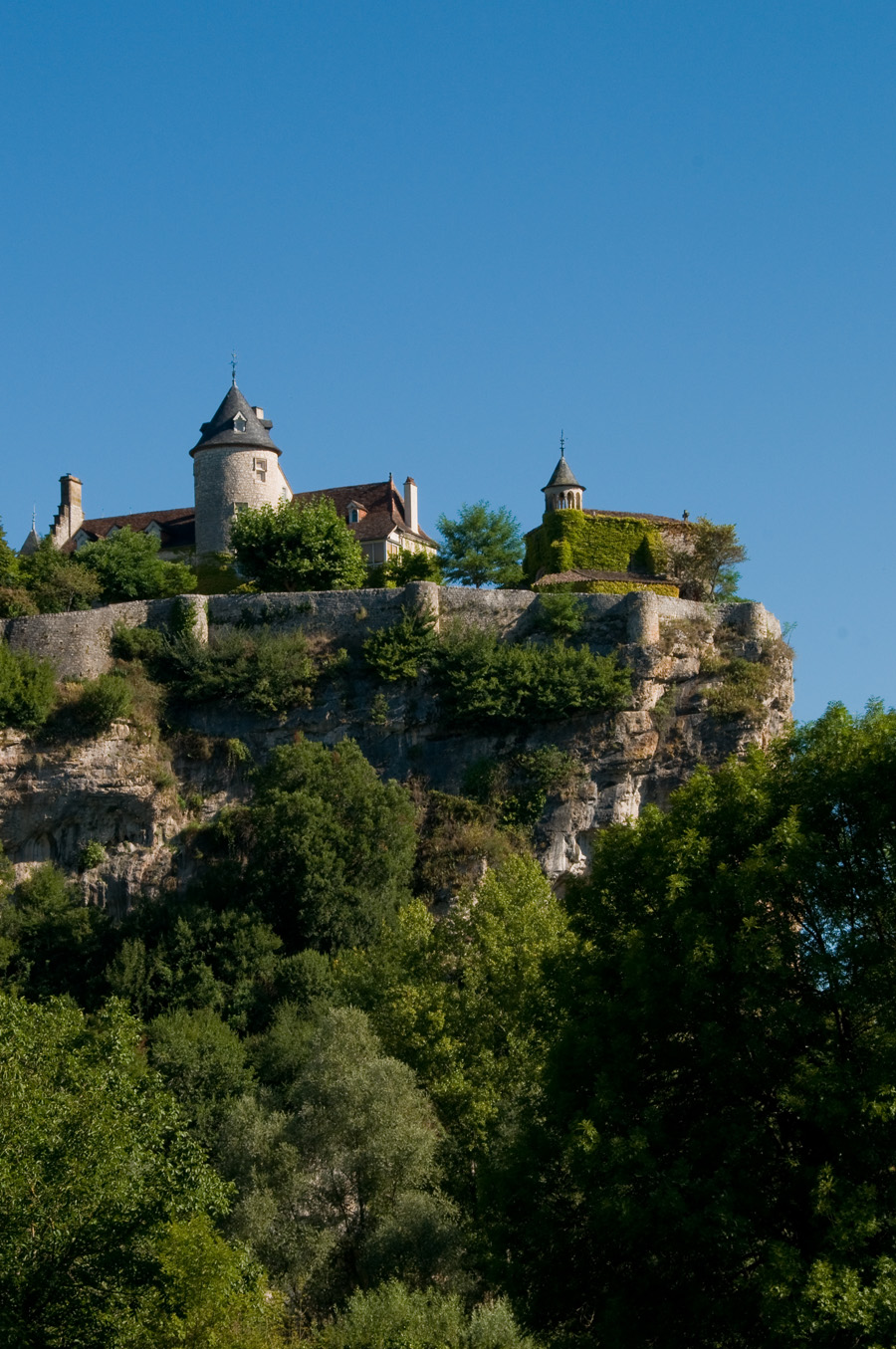
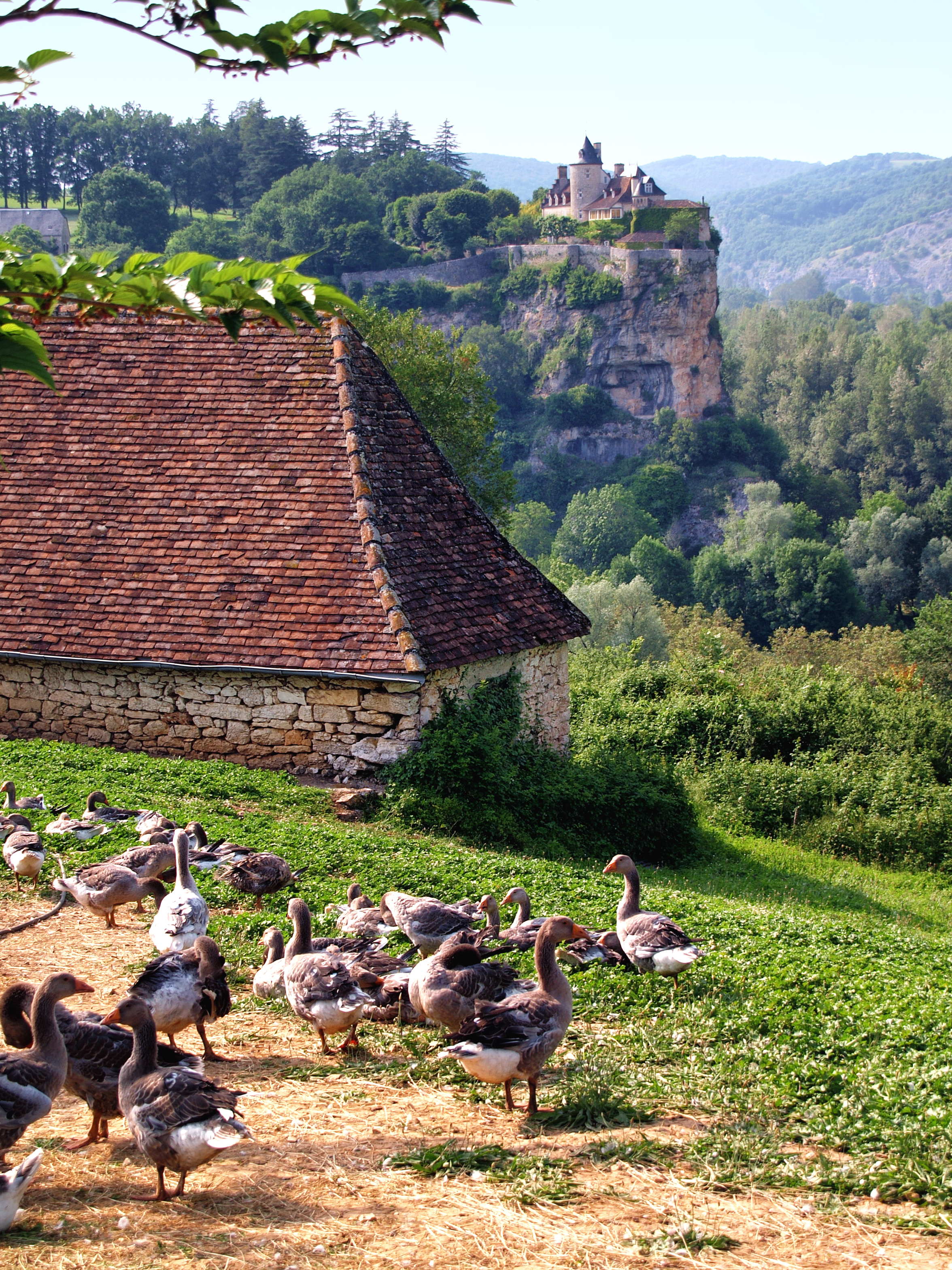
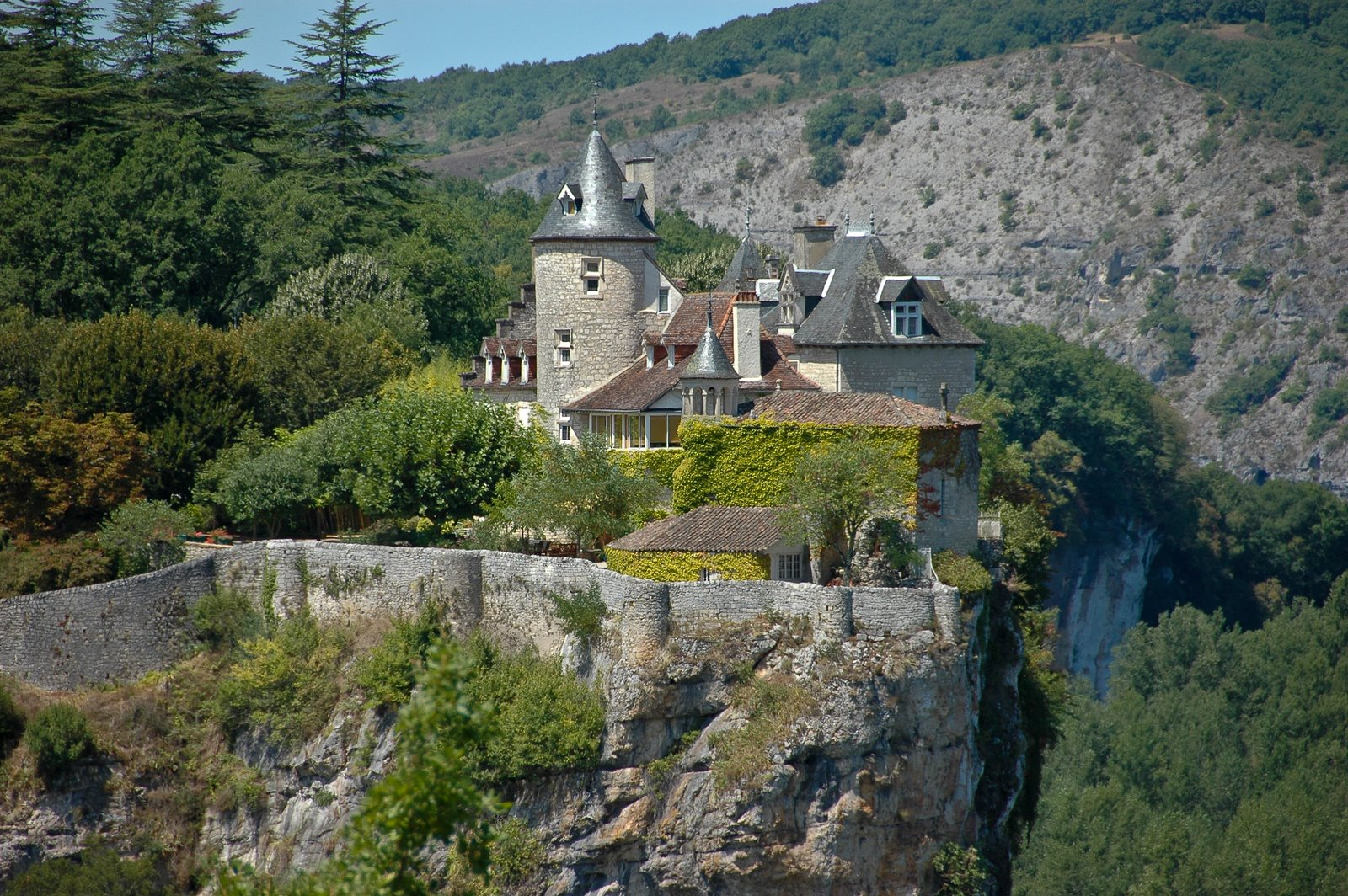
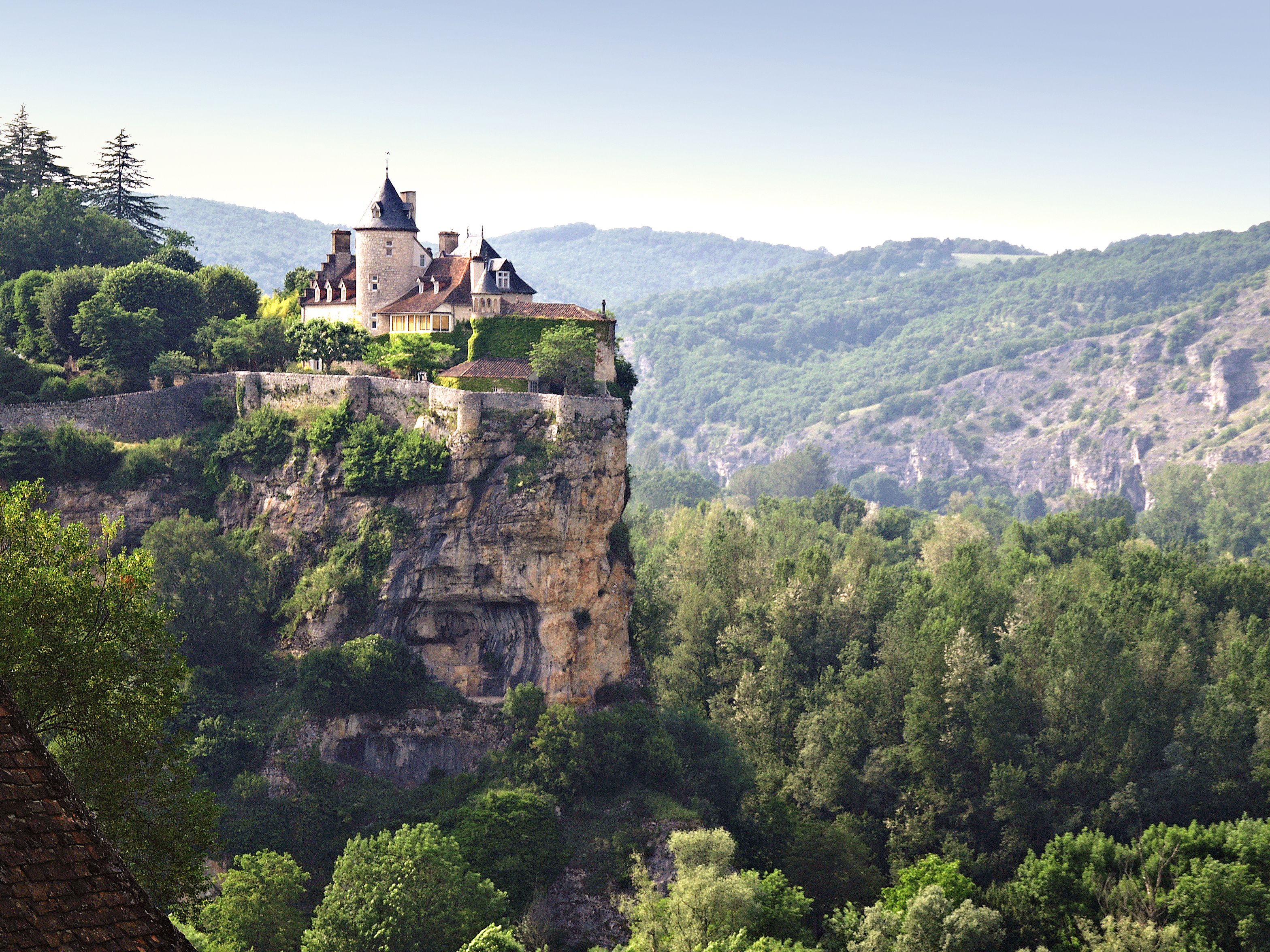
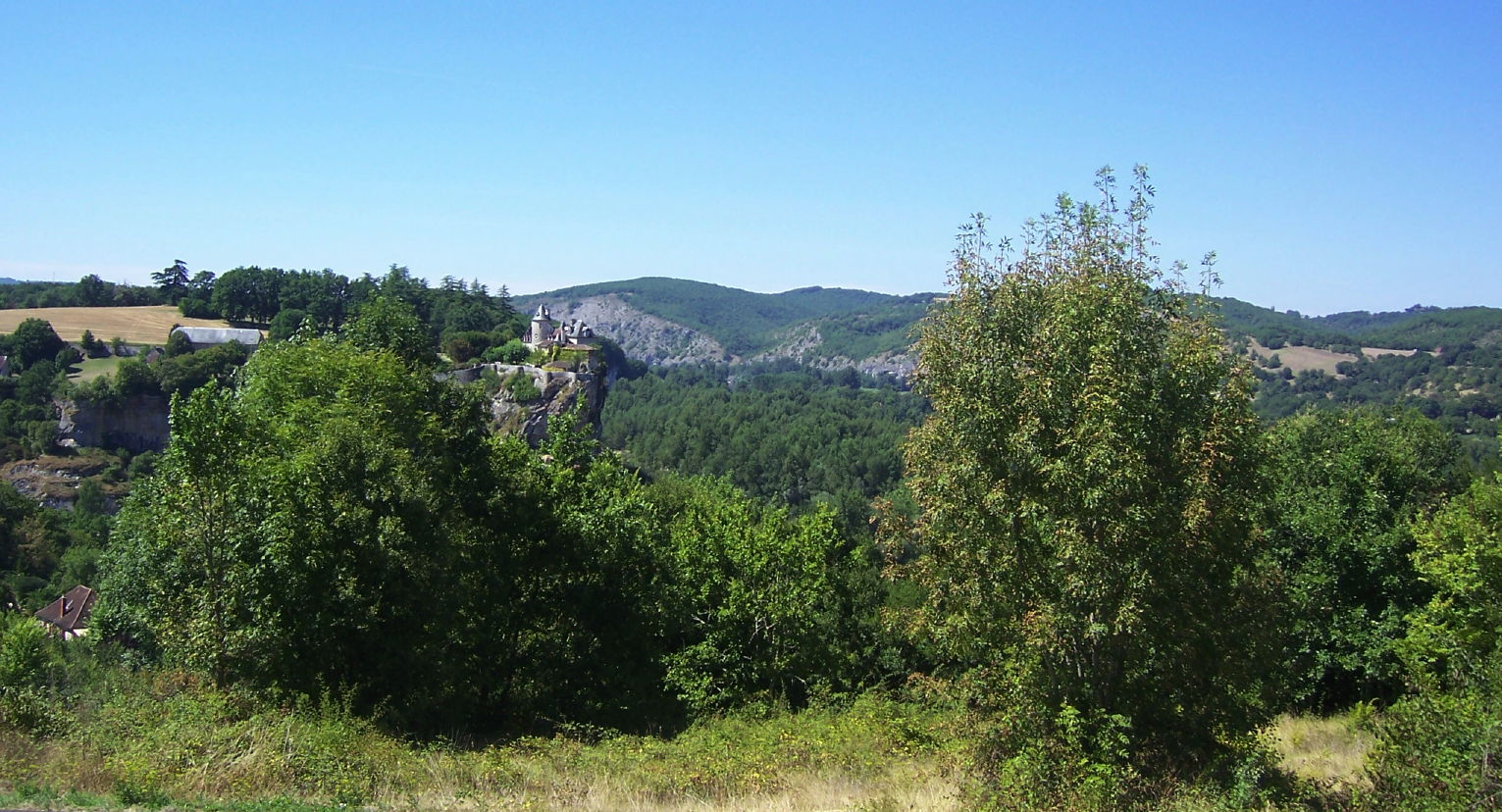

## Valorisation du patrimoine
Plusieurs scènes du film de Georges Lautner Quelques messieurs trop tranquilles tourné en 1972 et sorti en 1973, se déroulent au château ainsi devenu le château de la Comtesse.